# Corwith (Iowa)
Corwith – miasto w Stanach Zjednoczonych, w stanie Iowa, w hrabstwie Hancock. 

## Demografia
Zgodnie ze spisem statystycznym z 2000, miasto liczyło 350 mieszkańców. W 2023 liczba mieszkańców spadła do 260 osób, a gęstość zaludnienia poniżej 70 osób/km².